# Jennison Heaton
Jennison Heaton (New Haven, 16 aprile 1904 – Burlingame, 6 agosto 1971) è stato un bobbista e skeletonista statunitense.
Nasce a New Haven da John Edward Heaton e Florence Caroline Trowbridge ed ha due fratelli (tra cui John, anch'egli olimpionico di bob e skeleton). È stato sposato con Beulah Fiske, sorella dell'olimpionico Billy Fiske.
Heaton ha partecipato all'edizione dei giochi olimpici invernali del 1928, vincendo una medaglia d'oro nello skeleton (precedendo il fratello John, medaglia d'argento) ed una medaglia d'argento nel bob.

## Palmarès
In carriera ha conseguito i seguenti risultati:
- Giochi olimpici invernali

Sankt Moritz 1928: oro nello skeleton ed argento nel bob a quattro.